# Magna Hungaria
     Proto-ugrofinnici
     Proto-Ungari
     Magna Hungaria
 Levédia
     Etelköz
     Bacino dei Carpazi

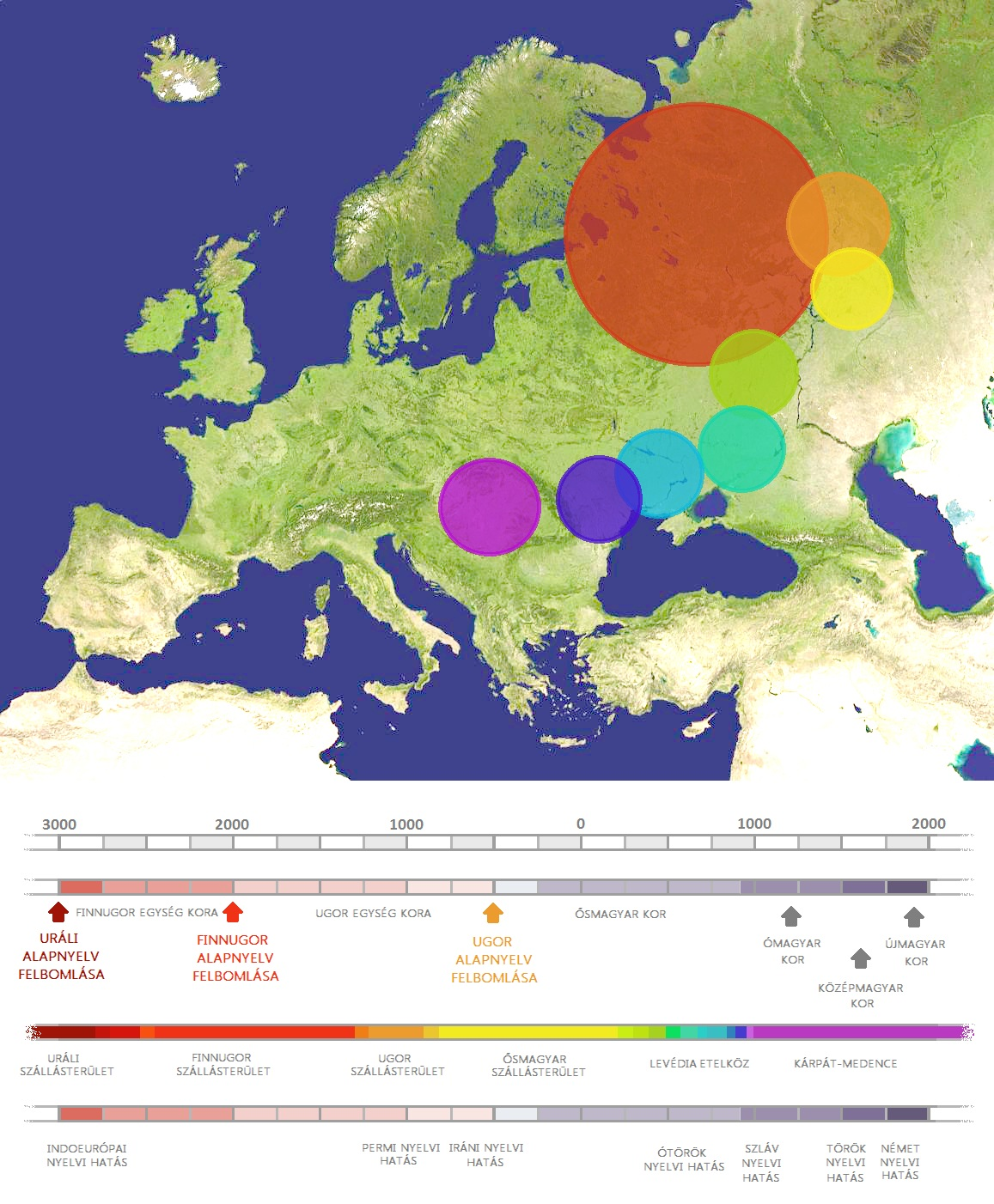
Le tappe del processo di migrazione degli Ungari:
Proto-ugrofinnici
Proto-Ungari
Magna Hungaria
Etelköz
Bacino dei Carpazi

La Magna Hungaria (in latino anche Hungaria maior; in ungherese Nagy-Magyarország, in polacco Wielkie Węgry), letteralmente la "Grande Ungheria" o l'"Ungheria Antica", si riferisce alla terra di provenienza degli ungheresi, la cui identificazione resta ancora oggetto di dibattito storiografico.
La Magna Hungaria è citata dal frate francescano umbro Giovanni da Pian del Carpine del XIII secolo nei suoi resoconti dei suoi viaggi nell'Asia settentrionale e centrale. Frate Giuliano, un religioso ed esploratore ungherese vissuto nel XIII secolo, visitò anch'egli la Magna Hungaria nella speranza di entrare in contatto con i Magiari orientali, ovvero quel gruppo di Ungari che aveva preferito dirigersi verso est anziché procedere con gli altri in direzione del bacino dei Carpazi nel IX secolo.
Secondo il filone storiografico dominante, la Magna Hungaria si trovava nelle regioni della steppa forestale della Baschiria, regione oggi compresa nella Russia, o più con precisione nell'area delle culture Kušnarenkovo e Karajakupovo, alle pendici degli Urali meridionali.

## Storia

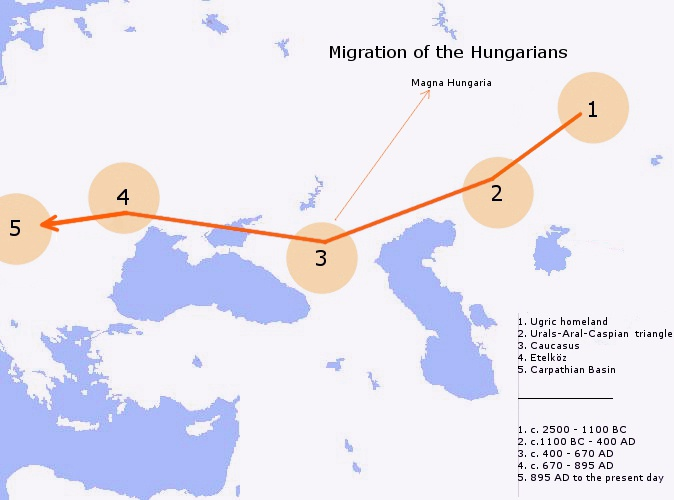
Una mappa raffigurante l'Europa centrale e orientale e il possibile percorso migratorio compiuto dai Magiari verso il bacino dei Carpazi sulla base delle idee di Péter Veres. Nel viaggio è compreso il soggiorno nella regione del fiume Kuban'

Negli anni 1230, spinto dalla versione fornita da una cronaca ungherese, Frate Giuliano si recò alla ricerca della leggendaria patria dei Magiari, la Magna Hungaria, dopo averne appreso l'esistenza ed aver saputo che un gruppo di Ungari si era separato dagli altri non spostandosi in Europa orientale. Durante il suo viaggio incontrò un gruppo di lingua ungherese «a ridosso del grande fiume Etil», identificato dagli studiosi con il Volga o la Kama. La terra in cui era giunto il chierico apparteneva ai Bulgari del Volga ed era compresa nell'attuale Baschiria, nella Russia europea meridionale. Se la Magna Hungaria fosse effettivamente la patria originaria dei Magiari o se comunque essi si stabilirono in quell'area nel corso della loro migrazione verso ovest spostandosi dal bassopiano della Siberia occidentale è destinata a rimanere un'irrisolvibile disputa accademica. Secondo una diversa teoria scientifica, la Magna Hungaria non risultava né la patria originale dei Magiari né la loro prima tappa stabile del lungo viaggio in Europa. Sempre secondo questo filone, gli antenati dei Magiari orientali incontrati da Frate Giuliano si erano trasferiti in Magna Hungaria spostandosi da meridione.
Secondo un'altra teoria accademica, il nome di almeno una tribù magiara, probabilmente i Gyarmat, è collegato al nome di un gruppo baschiro, gli Yurmatï. I riti di sepoltura tradizionali, tra cui si devono ricordare l'impiego di maschere mortuarie e la deposizione di parti di cavalli nelle tombe, sono stati ricostruiti anche grazie alla scoperta di un cimitero del IX o X secolo situato alla confluenza del Volga e Kama, vicino all'attuale Bolšie Tigany. È interessante notare come proprio i due usi appena descritti si rintraccino anche nei luoghi di sepoltura ungheresi collocati nel bacino dei Carpazi e risalenti al X secolo. La maggioranza degli specialisti afferma che il cimitero di Bolšie Tigany fu utilizzato dai Magiari rimasti in Magna Hungaria quando gli altri gruppi lasciarono il territorio, o che vi si trasferirono da altre regioni abitate dai Magiari nel corso delle loro migrazioni.
Se la patria originaria dei Magiari fosse stata situata nella Siberia occidentale, anziché corrispondere alla Magna Hungaria, i loro antenati si trasferirono dalla Siberia occidentale all'Europa orientale. Il flusso di spostamenti deve essere accaduto tra il 500 a.C. e il 700 d.C., in quanto le steppe divennero assai trafficate in quel preciso periodo storico. Un importante punto di riferimento per gli storici risulta la cultura di Prohorovo, diffusasi, in base alle prove archeologiche disponibili, sicuramente nell'odierna Baschiria intorno al 400 a.C. La migrazione verso ovest degli Unni costrinse molti gruppi di popolazioni della Siberia occidentale a partire alla volta dell'Europa tra il 350 circa e il 400 d.C.. L'attacco degli Avari contro i Sabiri in Siberia mise in moto una serie di migrazioni negli anni 460. Tra il 550 e il 600 circa, la migrazione degli Avari verso l'Europa costrinse molti gruppi nomadi a trasferirsi.

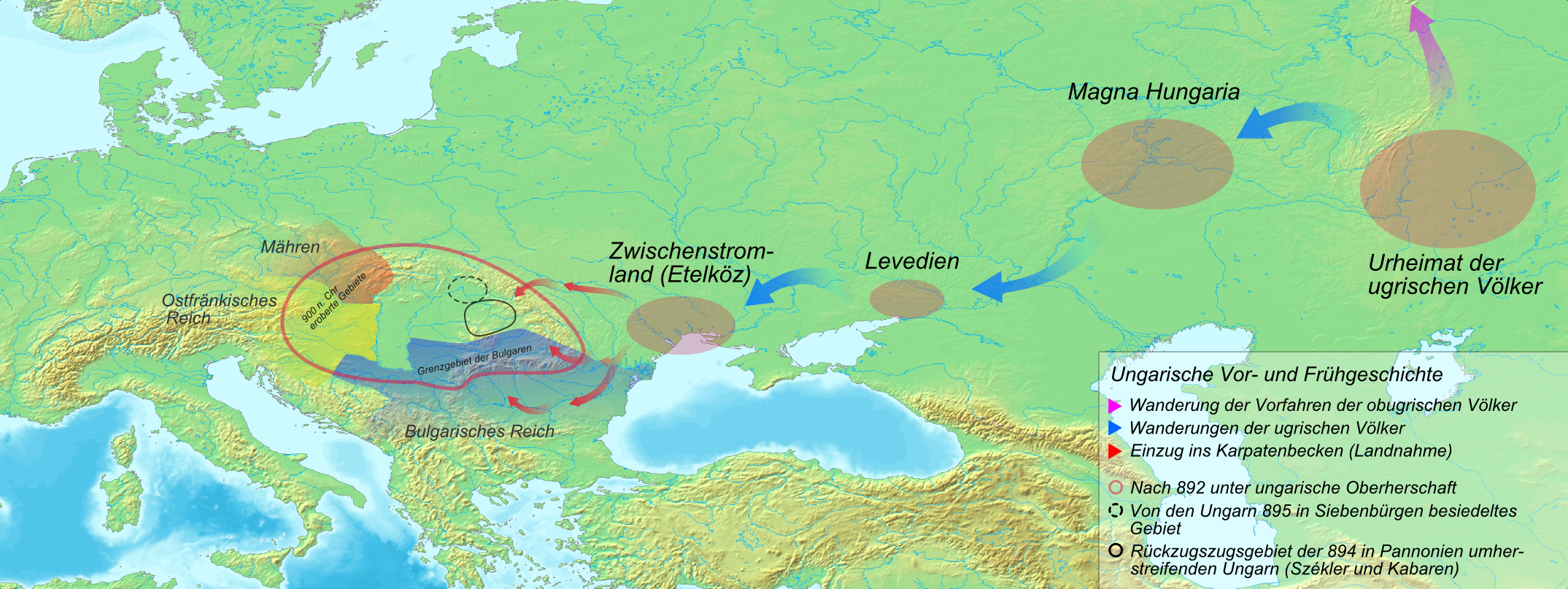
Un'ulteriore mappa dedicata alla migrazione degli antichi Ungari dalla Magna Hungaria all'Europa centrale

L'arrivo degli Unni pose fine al dominio dei popoli iraniani nelle steppe eurasiatiche. In seguito i Sabiri, gli Avari, gli Onoguri, i Cazari e altri popoli turchi controllarono in maniera più o meno prolungata le praterie dell'Europa orientale per secoli. Abu Saʿīd Gardēzī, geografo e storico persiano attivo nella prima metà dell'XI secolo, azzardò che i Magiari fossero «un ramo dei Turchi»; alla stessa formula ricorrevano nelle loro opere anche Leone VI il Saggio e Costantino VII Porfirogenito, due autori bizantini. I linguisti hanno faticosamente ricostruito gli orientativamente 450 termini ungheresi presi in prestito dalle lingue turche prima del 900 circa. Alcuni tratti particolarmente atavici dei canti popolari ungheresi dimostra delle somiglianze con quelli dei ciuvasci, un'etnia dislocata perlopiù in Russia e Kazakistan. Sulla base di queste caratteristiche si è giunti alla conclusione che i Magiari si legarono strettamente legati ai Turchi nel lungo arco temporale trascorso nelle steppe pontico-caspiche.

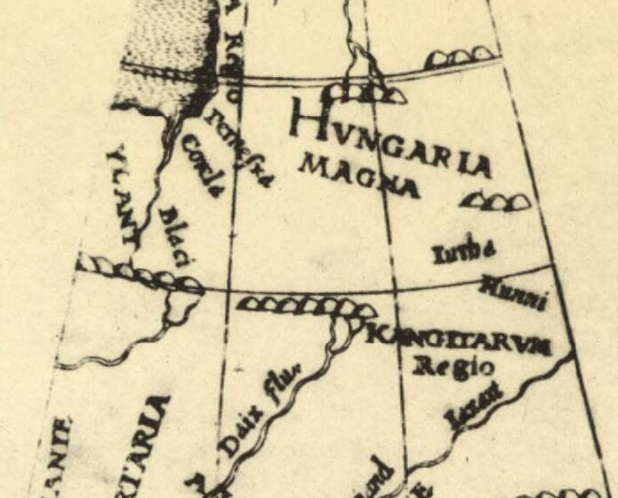
La Magna Hungaria raffigurata sul globo di Johannes Schöner (1523-1524)

Gyula Németh, András Róna-Tas e altri studiosi scrivono che per secoli i Magiari hanno vissuto intorno al fiume Kuban', il quale scorre a nord della catena montuosa del Caucaso. Stando a quanto riferito dagli storici e dai linguisti, fu lì che i Magiari adottarono un'ampia fetta dei termini turchi adoperati nel settore della viticoltura, tra cui bor ("vino") e seprő ("grappolo"), oltre che quelli di alcuni frutti quali il corniolo (som), l'uva (szőlő) e altri ancora. Se si segue quanto dichiarato da tale filone storico-linguistico, pure i termini ungheresi di origine alanica andarono presi in prestito nel medesimo contesto: si pensi al termine asszony ("signora", originariamente "nobile o dama reale").